# Ласло Ковач
Ласло Ковач (мађ. Kovács László; Татабања, 24. април 1951 — Ђер, 30. јун 2017) је био мађарски фудбалер на позицији голмана, такође је био у репрезентацији Мађарске на Светском првенству у фудбалу 1978. године. Од клубова за које је бранио издвајају се Видеотон и Раба ЕТО Ђер.

## Каријера

### Клуб
Први Ласлов клуб је био Татабања Бањас. Током 1971 и 197272. године, током служења војног рока, био је голман ШЕ Хонвед Ракоција. После демобилизације пребачен је у Видеотон у Секешфехервару. Овде је осам сезона (у 208 мечева заредом) био први голман мреже. У сезони 1975/76, завршили су као други у првенству иза првака Ференцвароша. Године 1980. после повреде није могао да се врати у прву поставу на гол, па је желео да пређе у Капошвар, али два тима нису успела да се договоре. Тако се више од годину дана није појавио на мечу Мађарске прве лиге. Године 1981. током сезоне, прелази у Веребешов Раба ЕТО, где је играо до 1984. године. Овде су постали шампиони у прве две сезоне. Затим је кратко бранио у Бекешчаби, па три сезоне у Шиофоку. Године 1988. накратко се вратио у Ђер. Каријеру је завршио у ФК Форхтенштајну (Фракновараља) у Бургенланду. Наступио је на 369 лигашких утакмица у мађарској првој лиги.

### Репрезентација
Од периоду од 1975. до 1977. године бранио је за репрезентацију Мађарске укупно 12 пута. Био је члан репрезентације на Светском првенству 1978. у Аргентини, али није бранио на утакмици.

### Тренер
По одласку у фудбалску пензију радио је као тренер голмана, тренер на терену, а по потреби и као главни тренер. Прво је радио у Ломбард ФЦ Татабањи, затим од 2005. до 2015. у тиму Ломбард Папа, где је био главни тренер у врхунском клубу у то време. Одатле је отишао у Шомош СЕ, а после од лета 2016. био је тренер голмана друголигашкој екипи Будаорши ШК.

## Достигнућа
- Прва лига Мађарске у фудбалу:
  - шампион: 1981/82 и 1982/83